# Präsidentschaftswahl in Sambia 2015
Die Präsidentschaftswahl in Sambia 2015 fand am 20. Januar 2015 statt. Sie war notwendig geworden, nachdem Präsident Michael Sata vor Ablauf seiner Amtszeit verstorben war. Die Wahl wurde knapp von Edgar Lungu von der Patriotic Front gewonnen.

## Vorgeschichte

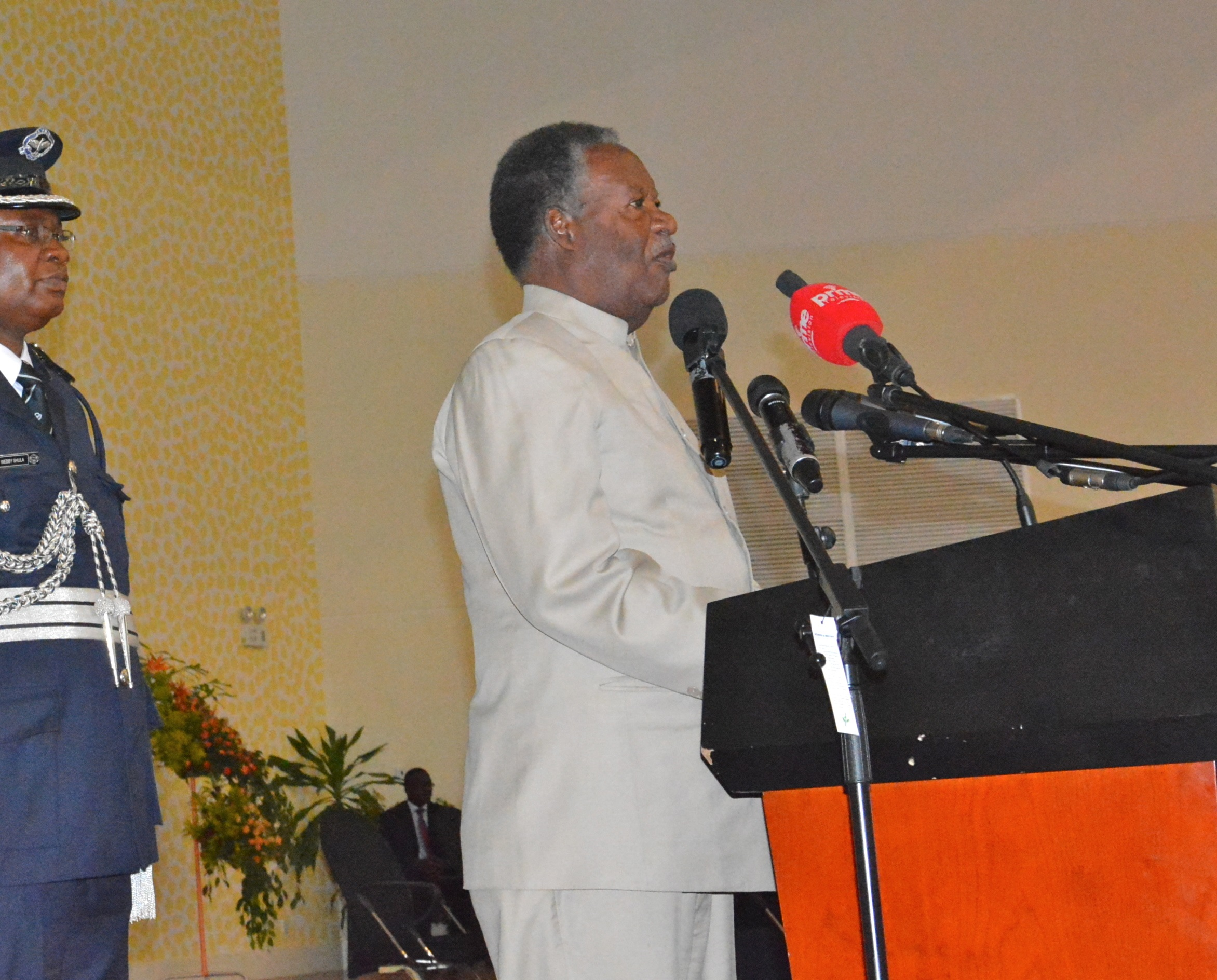
Präsident Michael Sata am 9. September 2013

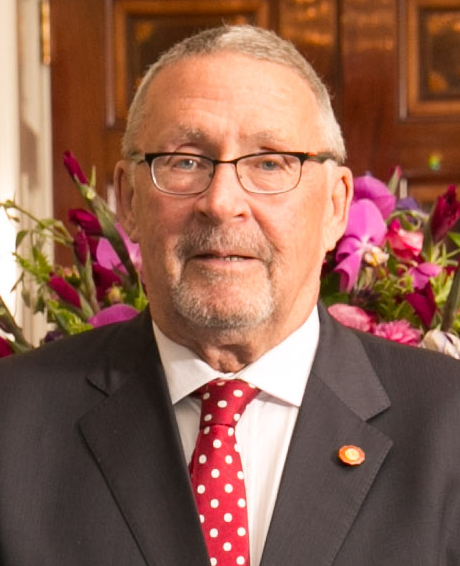
Guy Scott, Vizepräsident 2011–2014 und geschäftsführender Präsident 2014–2015

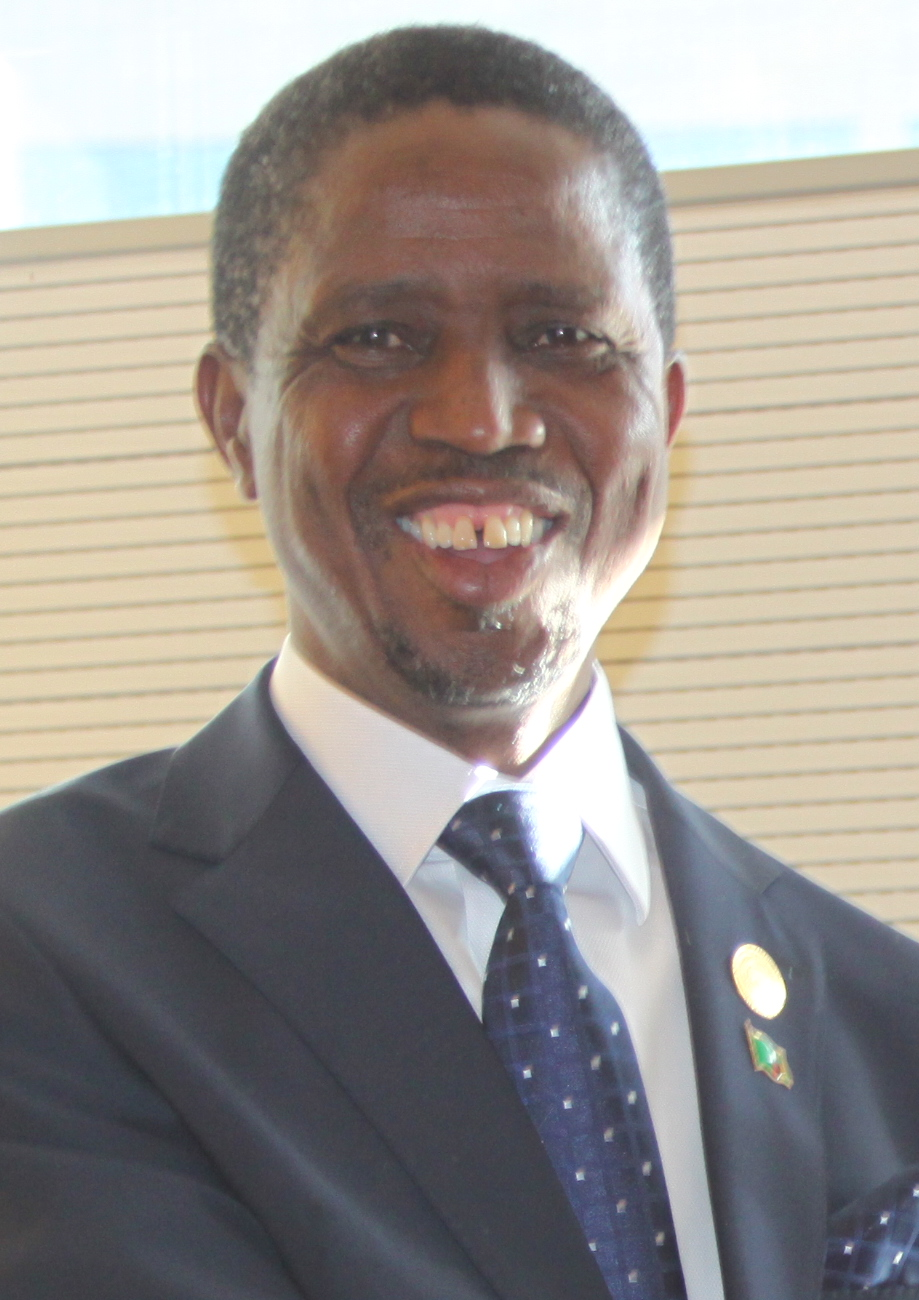
Edgar Lungu (2015), Kandidat der PF

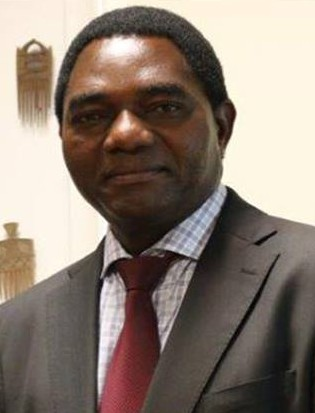
Hakainde Hichilema (2014), Kandidat der UPND

Bei der vorangegangenen Präsidentschaftswahl 2011 war der Kandidat der Patriotic Front, Michael Sata, erfolgreich gewesen. Schon bei seinem Amtsantritt schien unsicher, ob der bei seiner Wahl 74-Jährige und gesundheitlich angeschlagene Sata die volle Amtszeit würde regieren können. Am 19. September 2014 war der Präsident noch bei der Parlamentseröffnung zugegen, aber er erschien nicht zu einer geplanten Rede vor der UN-Vollversammlung am 25. September 2014, obwohl er dafür eigens nach New York gereist war und trat auch nicht bei den Feiern am 24. Oktober 2014 anlässlich des 50. Jahrestags der Unabhängigkeit Sambias in der Öffentlichkeit auf. Wenig später, am 28. Oktober 2014, verstarb Präsident Sata in einem Londoner Krankenhaus, wohin er wenige Tage zuvor ausgeflogen worden war.
Die Nachfolge Satas im Präsidentenamt trat verfassungsgemäß zunächst der amtierende Vizepräsident Guy Scott an. Die sambische Verfassung sah im Falle des Todes des amtierenden Präsidenten eine Neuwahl innerhalb von 90 Tagen vor. Der Wahltermin wurde auf den 20. Januar 2015 festgelegt. Da nach der sambischen Verfassung parallel zu den Wahlen der Nationalversammlung immer auch Präsidentschaftswahlen abzuhalten waren und da die Legislaturperiode der 2011 gewählten Nationalversammlung im August 2016 zu Ende ging, wurde der neu zu wählende Präsident damit für eine Amtszeit von nur 19 Monaten gewählt. Vizepräsident Scott durfte selbst nicht kandidieren, da seine Eltern nicht in Sambia geboren bzw. sambischer Abstimmung waren, wie in Verfassungsartikel 34 vorgeschrieben.

## Kandidatenauswahl
Auch wenn sich die Führungsspitze der Patriotic Front bemüht hatte, die Erkrankung des Präsidenten vor der Öffentlichkeit zu verbergen und Sata nach der Verfassung formell zu einer zweiten Amtszeit ab 2016 berechtigt gewesen wäre, begann der Machtkampf innerhalb der PF um Satas Nachfolge schon zu dessen Lebzeiten. 2013 entspann sich ein öffentlicher Streit zwischen dem Justizminister und PF-Generalsekretär Wynter Kabimba und dem Verteidigungsminister Geoffrey Bwalya Mwamba. Kabimba beschuldigte seine innerparteilichen Gegner – darunter einige Minister – des Tribalismus und der Korruption.
Bei letzterem wurde er zum Teil durch Vizepräsident Scott unterstützt, der dem Parlament mitteilte, dass er der Anti-Korruptionskommission die Untersuchung einiger Ministerien empfohlen habe. Sata selbst zog es zunächst vor, in dem Streit nicht eindeutig Partei zu beziehen.  Mwamba trat am 23. Dezember 2013 nach Meinungsverschiedenheiten mit Präsident Sata von seinem Posten als Verteidigungsminister zurück. Sein Nachfolger als Verteidigungsminister wurde Edgar Lungu. Am 28. August 2014 entließ der Präsident auch Wynter Kabimba als Minister und Edgar Lungu wurde ebenfalls dessen Nachfolger als Justizminister und PF-Generalsekretär.
Nach dem Tod des Präsidenten brachten sich in der Patriotic Front die verschiedenen Anwärter auf seine Nachfolge in Stellung. Nach der Parteiverfassung der PF war ein Präsidentschaftskandidat durch einen allgemeinen nationalen Parteikongress zu wählen. Einige führende PF-Funktionäre sprachen sich dafür aus, Edgar Lungu angesichts der Kürze der Zeit bis zum Wahltermin ohne parteiinternes Auswahlverfahren zum PF-Präsidentschaftskandidaten zu machen. Es bildeten sich zwei Fraktionen in der PF, die jeweils landesweite Parteiversammlungen abhielten. Die erste Fraktion sammelte sich hinter Edgar Lungu und die zweite Fraktion umfasste verschiedene PF-Führungspersonen, unter anderem den amtierenden Vizepräsidenten Guy Scott, Michael Sata Sohn Mulenga Sata, den stellvertretenden Handelsminister Miles Sampa, Geoffrey Bwalya Mwamba und Handelsminister Robert Sichinga. Diese zweite Fraktion wählte Miles Sampa als ihren Präsidentschaftskandidaten. Der Streit zwischen den Fraktionen gelangte vor die Gerichte und am 4. Dezember 2014 entschied ein sambisches Gericht, dass Edgar Lungu der rechtmäßig gewählte Präsidentschaftskandidat der Patriotic Front sei.
Auf Seiten der größten Oppositionspartei UPND wurde Hakainde Hichilema, der schon bei den Präsidentschaftswahlen 2006, 2008 und 2011 angetreten war, als Kandidat nominiert.
Kandidatennominierungen waren vom 17. bis 19. Dezember 2014 (verlängert bis zum 23. Dezember 2014) möglich. Für die Nominierung waren eine Gebühr von 10.000 Kwacha und 200 Unterstützerunterschriften erforderlich. Es wurden weitere neun Kandidaten (darunter als einzige Frau die FDD-Vorsitzende Edith Nawakwi) zur Kandidatur zugelassen, jedoch wurden nur den beiden Hauptkontrahenten Lungu und Hichilema realistische Chancen eingeräumt.
| Kandidat           | Partei (Kürzel)                              |
| ------------------ | -------------------------------------------- |
| Edgar Lungu        | Patriotic Front (PF)                         |
| Hakainde Hichilema | United Party for National Development (UPND) |
| Edith Nawakwi      | Forum for Democracy and Development (FDD)    |
| Nevers Mumba       | Movement for Multi-Party Democracy (MMD)     |
| Tilyenji Kaunda    | United National Independence Party (UNIP)    |
| Eric Chanda        | Fourth Revolution Party (4R)                 |
| Elias Chipimo      | National Restoration Party (NAREP)           |
| Godfrey Miyanda    | Heritage Party (HP)                          |
| Daniel Pule        | Christian Democratic Party (CDP)             |
| Ludwig Sondashi    | Forum for Democratic Alternatives (FDA)      |
| Peter Sinkamba     | Green Party of Zambia (Greens)               |

## Wahlkampf und Wahltag
Ein Hauptthema des Wahlkampfs war die Wirtschaft. Lungu betonte die Notwendigkeit von politischer Kontinuität und bekräftigte seine Absicht, die unter Präsident Sata begonnenen Projekte zur wirtschaftlichen Entwicklung fortzusetzen. Hichilema kritisierte dagegen die Wirtschaftspolitik der Regierung und stellte sich selbst als Wirtschaftsexperten dar, der die Probleme beheben könne. Weitere Wahlkampfthemen waren die Verbesserung des Bildungssystems und der Kampf gegen die Korruption. Die beiden Hauptkontrahenten wurden zum Teil durch Überläufer aus anderen Parteien unterstützt. Etwa acht Parlamentsabgeordnete des Movement for Multi-Party Democracy (MMD) und zwei der PF schlossen sich dem Lager Hichilemas an, während der frühere MMD-Vorsitzende und Präsident Rupiah Banda mit anderen hohen MMD-Funktionären Edgar Lungu unterstützte.
Die staatlichen Medien (Zambia National Broadcasting Corporation, die Times of Zambia und die lokale Daily Mail) unterstützen in ihrer Berichterstattung überwiegend die Regierungspartei PF, während die privaten Medien eher zur oppositionelle UPND tendierten.
Da die Wahl relativ kurzfristig anberaumt worden war, waren verhältnismäßig wenige internationale Wahlbeobachtermissionen vor Ort anwesend. Eine Delegation des EISA aus Südafrika und eine Delegation der ICGLR beobachteten die Wahl und fassten Berichte darüber ab.
Die offizielle Wahlkampfperiode dauerte vom 19. November 2014 bis zum 19. Januar 2015. Die Wahlordnung sah vor, dass die Wahllokale am Wahltag 12 Stunden geöffnet sein sollten und dass, falls dies nicht möglich war, die fehlende Zeit am Folgetag nachgeholt werden sollte. Starker Regen behinderte die Wählermobilisierung und einige Wahllokale konnten nicht zeitgerecht öffnen, da die erforderlichen Materialien nicht rechtzeitig geliefert wurden. Die Wahl war daher in einzelnen Wahllokalen erst am Morgen des 24. Januar 2015 abgeschlossen. Der Wahlkampf und der Wahltag verliefen weitgehend geordnet und friedlich.
Es wurde allgemein ein knapper Wahlausgang erwartet.

## Ergebnis

Wahlkreismehrheiten bei der Präsidentschaftswahl

Von den 5.166.084 registrierten Wählern beteiligten sich 1.671.662 (32,69 %). 17.313 Stimmen wurden als ungültig gewertet.
| Kandidat           | Partei | Stimmen   | Prozent |
| ------------------ | ------ | --------- | ------- |
| Edgar Lungu        | PF     | 807.925   | 48,84   |
| Hakainde Hichilema | UPND   | 780.168   | 47,16   |
| Edith Nawakwi      | FDD    | 15.321    | 0,93    |
| Nevers Mumba       | MMD    | 14.609    | 0,88    |
| Tilyenji Kaunda    | UNIP   | 9.737     | 0,59    |
| Eric Chanda        | 4R     | 8.054     | 0,49    |
| Elias Chipimo      | NAREP  | 6.002     | 0,36    |
| Godfrey Miyanda    | HP     | 5.757     | 0,35    |
| Daniel Pule        | CDP    | 3.293     | 0,20    |
| Ludwig Sondashi    | FDA    | 2.073     | 0,13    |
| Peter Sinkamba     | Greens | 1.410     | 0,09    |
| Gesamt             | Gesamt | 1.654.349 | 100,00  |

## Beurteilung der Wahl und Entwicklung danach

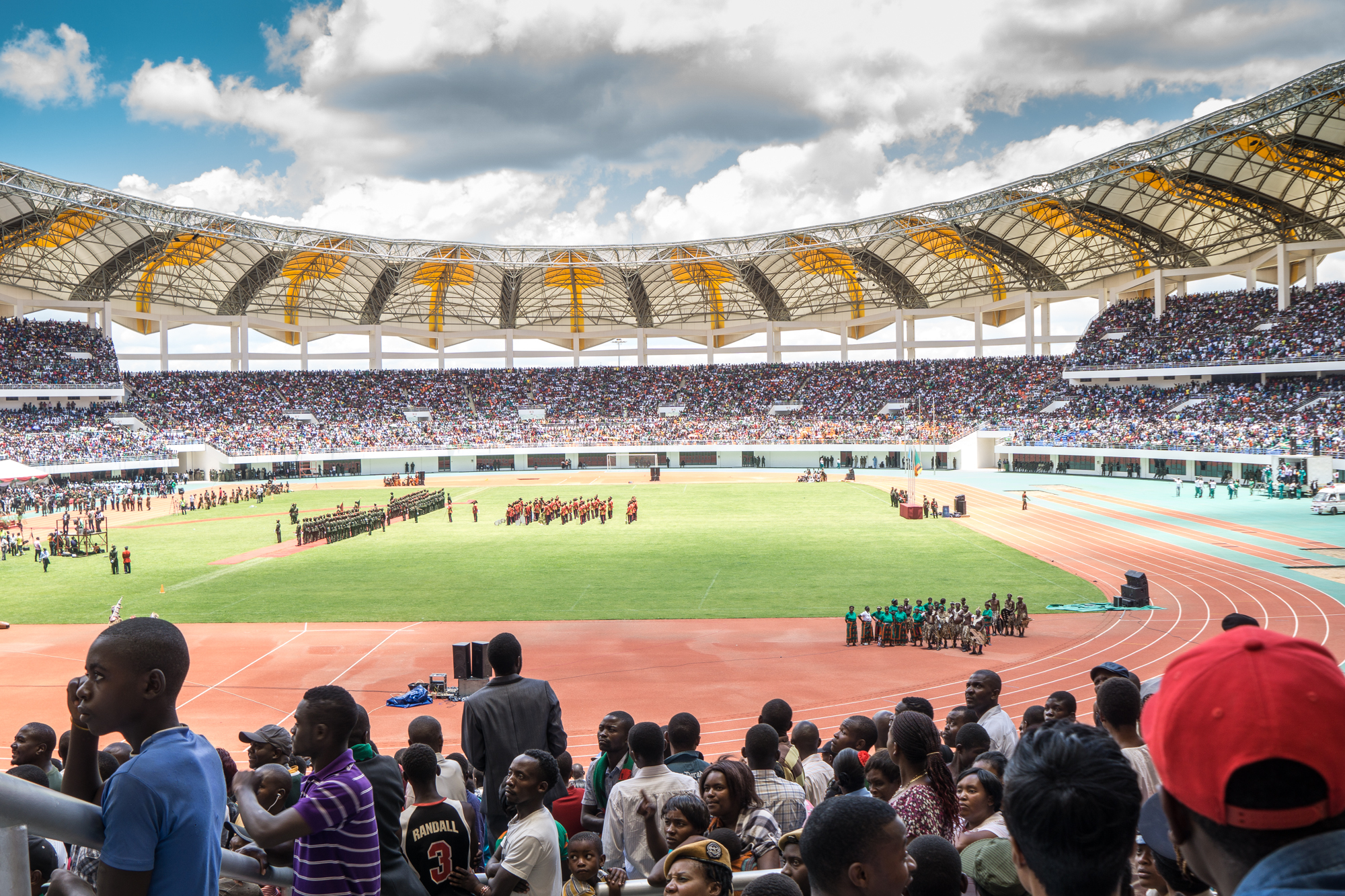
Öffentliche Vereidigung des gewählten Präsidenten Lungu am 25. Januar 2015

Der Wahlausgang war sehr knapp. Edgar Lungu gewann die Wahl mit nur 27.757 Stimmen (1,68 %) Vorsprung vor seinem Rivalen Hakainde Hichilema. Die offizielle Wahlbeteiligung lag mit 32,69 % auf einem Rekordtief, was teilweise darin begründet war, dass der Wahltermin unüblicherweise in die Regenzeit fiel. Aufgrund mangelhafter Infrastruktur wurde dadurch vielen Wählern der Weg zu den Wahllokalen stark erschwert. Die sambische Wahlkommission war aufgrund der Kürze der Zeit und mangels zur Verfügung stehender Ressourcen nicht in der Lage gewesen, das Wählerregister, das zuletzt 2011/2012 überarbeitet worden war, auf den aktuellen Stand zu bringen. Dies hatte zur Folge, dass viele mittlerweile verstorbene Wähler im Register enthalten waren (was die Wahlbeteiligung niedriger erscheinen ließ) und dass viele Erstwähler nicht wählen konnten. Lediglich verloren gegangene Wählerausweise konnten zwischen dem 28. Dezember 2014 und dem 3. Januar 2015 ersetzt werden. Der unterlegene Kandidat Hichilema warf in einer ersten Reaktion Lungu und der PF Wahlbetrug vor. Beobachter beurteilten die Wahl aber insgesamt als frei und fanden keine Anzeichen von Unregelmäßigkeiten bei der Stimmenauszählung. Trotz seiner Niederlage erzielte Hichilema das bislang beste persönliche Ergebnis bei einer Präsidentschaftswahl. Für die ehemalige Regierungspartei MMD war die Wahl ein Desaster. Ihr offizieller Kandidat Nevers Mumba erzielte weniger als 1 Prozent der Stimmen. Viele MMD-Parteifunktionäre hatten entweder Lungu oder  Hichilema unterstützt.
Am 25. Januar 2015 wurde Edgar Lungu im National Heroes Stadium in Lusaka als neuer Präsident Sambias vereidigt.